# Інтерпласт (Луганськ)
МФЦ «Інтерпласт» (Луганськ)  — український жіночий футзальний клуб з Луганська, у східній частині країни. У 2004-2006 році виступав у Вищій лізі України.

## Історія
Футзальний центр «Інтерпласт» створений 2004 року в Луганську і представляв собою однойменне приватне українсько-литовське підприємство. У сезоні 2004/05 років команда дебютувала у футзальній Вищій лізі України, посівши третє місце. У наступному сезоні 2005/06 років команда виграла чемпіонат країни. Але потім спонсор припинив фінансування команди, і клуб розформували.

## Клубні кольори, форма, герб, гімн
| Червоний | Білий |

Клубні кольори — червоний та білий. Футзалістки зазвичай грають свої домашні матчі в червоних майках, червоних шортах і червоних шкарпетках.

## Досягнення
- Вища ліга України
  -  Чемпіон (1): 2005/06
  -  Бронзовий призер (1): 2004/05

## Зала
Свої домашні матчі команда проводила в залі ЛТК Арена, який вміщує 1500 глядачів.